# Club Ucraniano
El Club Ucraniano (en ucraniano: Український клуб) es una asociación de figuras públicas ucranianas que se creó en 1908 en Kiev, Ucrania. Se cerró en 1912, pero revivió en 2002.

## Historia
El Club Ucraniano era una asociación pública literaria y artística fundada en 1908 en Kiev. Mikola Lísenko fue el iniciador de la creación de este círculo intelectual, reunió a personalidades de la cultura ucraniana. A las reuniones del club asistieron los escritores ucranianos Iván Nechui-Levitski, Lesia Ukrainka, su madre Olena Pchilka y Maxim Rilski, entonces alumno de gimnasio, así como los actores Maria Zankovetska y Mikola Sadovski. Además, Mijailo Kotsiubinski, Panas Mirni e Iván Frankó visitaron el club durante sus estancias en Kiev.
En 1912, el ayuntamiento de Kiev cerró el Club Ucraniano, acusándolo de actividad subversiva. Pero pronto se organizó otra sociedad ucraniana, Rodina, en el mismo edificio donde se reunía el antiguo Club Ucraniano. Cuando la administración de la ciudad dio permiso para organizar el club Rodina, se asumió que el acento en la primera sílaba significaba la patria, Rodina. Sin embargo, los miembros del club siempre la llamaron Rodyna (traducido como familia en ucraniano).
En 2002, se recreó el Club Ucraniano como una plataforma de debate para expertos independientes, políticos, científicos, politólogos y el público en general. Da su opinión y analiza la situación política actual, predice escenarios y propone proyectos de decisión.

## Localización
El club estaba ubicado en el semisótano de una casa (ocupaba ocho habitaciones) en la calle Volodimirska 42 de Kiev. A ella se accedía directamente desde la calle, junto a la escalera actual. Casi la mitad del piso inferior estaba ocupada por la sala principal, la sala del club, ubicada debajo de los arcos. A ambos lados del pasillo, en cuatro amplias salas, se reunían diferentes secciones del club: literaria y dramática, musical y coral, conferencia y biblioteca.
En 1911 se creó en el club una comisión artística y etnográfica que decidió decorar una de las habitaciones de la casa al estilo nacional ucraniano para utilizarla como ejemplo de etnografía cotidiana. En el club había una sala de lectura, una sala de billar y un buffet.

## Actividades
El club celebró fechas memorables relacionadas con el gran poeta ucraniano Tarás Shevchenko, se impartieron conferencias y resúmenes. En su escenario actuaron actores del teatro dramático ruso Solovtsov y músicos de las orquestas sinfónicas y de ópera de Kiev. 
Aquí se celebraban veladas literarias todos los viernes y veladas musicales y corales los sábados y domingos. Se organizaron conciertos y matinés literarios para niños y funcionó un club deportivo juvenil. 
Las estadísticas de los eventos del club indican que la popularidad de estas reuniones entre los residentes de Kiev aumentó constantemente en 1909: 2,5 mil participantes, en 1911, 13,5 mil personas.